# Benjamin Pogrund
Benjamin Pogrund (* 1933) ist ein südafrikanisch-israelischer Journalist und Schriftsteller.

## Leben
Pogrund wuchs in Kapstadt auf. 1958 begann er seine Karriere als Journalist bei der Rand Daily Mail in Johannesburg und wurde später deren stellvertretender Chefredakteur. Zu dieser Zeit war die Rand Daily Mail die einzige südafrikanische Zeitung, die über die Ereignisse in den schwarzen Townships berichtete. Während seiner Karriere als Journalist lernte er bedeutende Apartheidgegner kennen, darunter Nelson Mandela.
Am 21. März 1960 war Pogrund Reporter beim Massaker von Sharpeville. 1965 veröffentlichte er eine Artikelreihe über die Prügel und Folter schwarzer Gefangener sowie die Misshandlung weißer politischer Häftlinge, die auf einem Interview mit Harold Strachan basierte. Im Laufe seiner Karriere in Südafrika wurde er mehrmals vor Gericht gestellt und einmal inhaftiert. Zudem wurde sein Reisepass für ungültig erklärt und überwachte ihn die Sicherheitspolizei wegen „Bedrohung des Staates“.
Nachdem die Rand Daily Mail 1985 eingestellt worden war, ließ sich Pogrund 1986 in London nieder und wurde dort Auslandsredakteur bei Today und später stellvertretender Auslandsredakteur bei The Independent. Später wurde er Redakteur bei The Boston Globe in Boston und Reporter in Südafrika für The Sunday Times. Darüber hinaus verfasste Pogrund mehrere Bücher über Robert Sobukwe, Nelson Mandela und die südafrikanische Presse unter der Apartheid.
Pogrund emigrierte 1997 nach Israel und ließ sich mit seiner Frau Anne in Jerusalem nieder. Dort gründete er der das Yakar Center for Social Concern und wurde 2001 Mitglied der israelischen Delegation bei der Weltkonferenz gegen Rassismus der Vereinten Nationen in Durban.

## Apartheid in Israel
Pogrund wehrte sich jahrzehntelang gegen die Anwendung des Begriffs „Apartheid“ auf Israel. So vertrat er 2005 die Ansicht, dass der Begriff fälschlicherweise als Anklage gegen Israel verwendet werde: „Wer weiß, was Apartheid war und wer Israel heute kennt, ist sich dessen bewusst. Die Verwendung des Apartheid-Labels ist bestenfalls unwissend und naiv und im schlimmsten Fall zynisch und manipulativ.“
Im Jahr 2020 erklärte Pogrund jedoch, seine Einschätzung würde sich ändern, wenn Benjamin Netanjahu mit seinen Wahlprogramm zur Annexion des Westjordanlands fortschreiten würde: „[Wenigstens] war es eine militärische Besatzung. Jetzt werden wir andere Menschen unter unsere Kontrolle bringen und ihnen die Staatsbürgerschaft verweigern. Das ist Apartheid. Das ist ein genaues Spiegelbild der Apartheid [in Südafrika].“
Im August 2023, nach dem Aufstieg der von rechts-religiösen Extremisten geprägten 37. Regierung Israels, erklärte er in einem Haaretz-Kommentar : „Wir nehmen den Palästinensern jede Hoffnung auf Freiheit und ein normales Leben. Wir glauben unserer eigenen Propaganda, dass ein paar Millionen Menschen ewige Unterlegenheit und Unterdrückung widerstandslos hinnehmen werden. Die Regierung treibt Israel immer tiefer in unmenschliches, grausames Verhalten, das sich jeder Verteidigung entzieht. Ich muss nicht religiös sein, um zu wissen, dass dies ein beschämender Verrat an der jüdischen Moral und Geschichte ist. Ich habe mit aller Kraft gegen den Vorwurf argumentiert, Israel sei ein Apartheidstaat: in Vorträgen, Zeitungsartikeln, im Fernsehen und in einem Buch. Doch der Vorwurf wird zur Tatsache.“ In Israel beobachte er jetzt die Apartheid, mit der er in Südafrika aufgewachsen sei.

## Auszeichnung
Pogrund wurde 2005/06 mit dem Dr. Jean Mayer Global Citizenship Award ausgezeichnet.

## Schriften (Auswahl)

### Bücher
- How can man die better: The life of Robert Sobukwe. ISBN 1-86842-050-7.
- Shared Histories: A Palestinian-Israeli Dialogue. Left Coast Press, 2005, ISBN 1-59874-012-1.
- War of Words: Memoir of a South African Journalist. Seven Stories Press, 2000, ISBN 1-888363-71-1.
- Sobukwe and Apartheid. Rutgers Univ Press, New Jersey 1991, ISBN 0-8135-1693-5.
- Drawing Fire: Investigating the Accusations of Apartheid in Israel. Rowman & Littlefield, 2014, ISBN 978-1-4422-2684-5.
- Nelson Mandela: Leader Against Apartheid (= World Peacemakers). Blackbirch Press, 2003, ISBN 1-56711-978-6.

### Artikel
- Why depict Israel as a chamber of horrors like no other in the world? In: The Guardian. 8. Februar 2006 (theguardian.com).
- Palestinians and Israelis must be able to meet to talk peace. In: Daily Star. 27. Juni 2006 (archive.org).